# George Mills
George Mills, född 12 maj 1999, är en brittisk friidrottare som tävlar i långdistanslöpning.

## Karriär
Vid europamästerskapen i friidrott 2024 tog han silver på 5 000 meter.